# Ocean Isle Beach (Carolina del Norte)
Ocean Isle Beach es un pequeño pueblo costero ubicado en el condado de Brunswick en el estado estadounidense de Carolina del Norte. La localidad en el año 2000, tenía una población de 426 habitantes en una superficie de 11.3 km², con una densidad poblacional de 40 personas por km².

## Geografía
Ocean Isle Beach se encuentra ubicado en las coordenadas 33°53′40″N 78°26′20″O / 33.89444, -78.43889 . Según la Oficina del Censo, la localidad tiene un área total de 11,3 km² (4,4 mi²), de la cual 8,9 km² (3,4 mi²) es tierra y 2,4 km² (0,9 mi²) (21.51%) es agua.

### Localidades adyacentes
El siguiente diagrama muestra a las localidades en un radio de 16 kilómetros (9,9 mi) de Ocean Isle Beach.

## Demografía
En el 2000 la renta per cápita promedia del hogar era de $67.639, y el ingreso promedio para una familia era de $65.225. El ingreso per cápita para la localidad era de $42.605. En 2000 los hombres tenían un ingreso per cápita de $37.188 contra $22.188 para las mujeres. Alrededor del 4.10% de la población estaba bajo el umbral de pobreza nacional.